# قرية السيال النجاضة
السيال، هي قرية نموزجية علي ضفاف النيل الأبيض يرجع تاريخها للقرن الثامن عشر الميلادي تبعد من الخرطوم العاصمة السودانية مائة وعشرون كيلو متر تقريباً ناحية الجنوب وهي تقع بولاية النيل الأبيض بمحافظة القطينة يمر بها من الناحية الشرقية الطريق السريع الخرطوم كوستي بمسافة تقدر بخمسة كيلو مترات ومن الناحية الغربية مشروع الهشابة الزراعي إحدى مشاريع الإعاشة، تنقسم إلى ثمانية احياء سكنية، يعمل سكانها في التجارة والزراعة والرعي والوظائف الحكومية بها عدد كبير من خريجي الجامعات والمعاهد العليا في شتى المجلات الطبية والهندسية والقانونية والتربوية والتجارية وكافة العلوم الاجتماعية الأخرى الأمر الذي خلق فيها جو ثقافي مزيج ما بين حياة البداوة والمدنية وهي تعد من أكبر القرى بالمنطقة حيث بها مستشفى ريفي ومدرسة ابتدائية بنين وبنات وثانوية بنين وبنات وبها خلاوى لتحفيظ القران الكريم يرتادها الطلاب من كردفان ودارفور ومن كافة انحاء السودان وبها سوق مركزي كبير يعمل طول أيامالأسبوع يعد الممول الرئيسي للقرى المجاورة وبها شبكة مياه وشبكة كهرباء سوف تربط قريباً بالشبكة القومية وعدد ثلاثة مساجد فضلا عن أبراج الاتصالات سكانها من القريناب إحدى بطون الحسانية الذين ينتمون الي قبيلة الكواهلة أكبر قبيلة في السودان والتي ذكر المؤرخون نسبهم ينتمي الي عبد الله بن الزبير بن العوام.